# 钱德勒·帕森斯
钱德勒·埃文·帕森斯（英語：Chandler Evan Parsons，1988年10月25日—）為前美國職業籃球運動員，場上位置為小前鋒。曾效力侯斯頓火箭、達拉斯獨行俠、曼菲斯灰熊與亞特蘭大老鷹。

## 高中时期
钱德勒·帕森斯生于美国佛罗里达州卡西贝利，曾在位于温特帕克的霍维尔湖高中就读并加入校队。帕森斯与队友尼克·卡莱西斯一起帮助校队赢得了2005年、2006年和2007年的佛罗里达州5A级别比赛的冠军，并在2007年赢得了州冠军。在州冠军争夺赛中，帕森斯得到30分，抓下10个篮板球，带领球队取得了胜利，并在赛后获得了最有价值球员奖。

## 大学时期

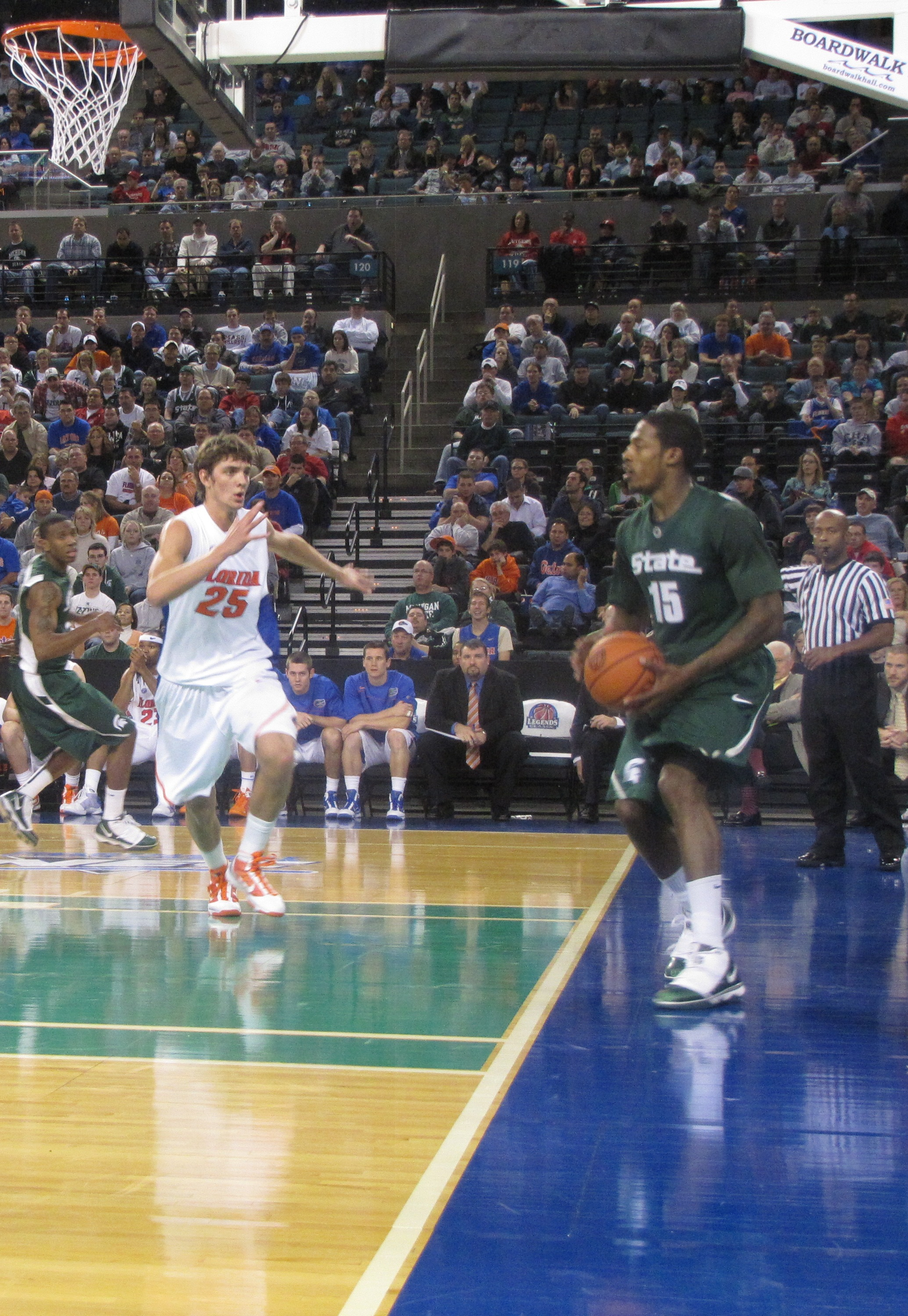
帕森斯防守发底线球的达雷尔·萨默斯。

高中毕业后，钱德勒·帕森斯决定进入佛罗里达大学，并获得了体育类奖学金。2007年至2011年，帕森斯均为佛罗里达大学男子篮球队效力。在校队的首年，帕森斯参加了36场比赛，场均拿到8.1分和4.0个篮板球，但是当年球队并没有进入NCAA锦标赛。在赛季中，虽然有一些队友提前退出了校队，但帕森斯向校队教练保证他会打满四年。
在2008-2009赛季，帕森斯获得了更多的出场时间，他的得分、篮板和助攻数据均有所提升，但校队依旧没有进入NCAA锦标赛。在第三个赛季，帕森斯场均可以拿到12.4分、6.9个篮板球和2.6个助攻，校队也终于打进NCAA锦标赛，但首轮就被杨百翰大学击败。
帕森斯在大学的最后一个赛季场均可以拿到11.4分、7.8个篮板球，场均获得33分钟的出场时间，并带领球队打出了最佳常规赛战绩。2010年1月3日，帕森斯在与北卡罗来纳州大学的比赛中投入绝杀球，帮助球队在加时赛中以1分优势险胜对手。同年1月23日，在与南卡罗来纳州大学的比赛中帕森斯再次投入关键绝杀三分球，帮助球队战胜对手。
2011年3月8日，帕森斯入选了NCAA东南联盟年度最佳阵容，这也让他成为了佛罗里达大学男子篮球队中第一个获得这一殊荣的运动员。
在2010-2011赛季，佛罗里达大学再次打入NCAA锦标赛，在前三轮的比赛中，佛罗里达大学取得了三连胜，但在接下来的比赛中输给了巴特勒大学。赛季结束后，帕森斯获得了由佛罗里达大学颁发的通讯专业学位。

### 大學統計數據
| 賽季    | 大學         | 上場次數 | 先發次數 | 上場時間 | 投篮命中率 | 三分球命中率 | 罚球命中率 | 篮板 | 助攻 | 抄截 | 阻攻 | 得分 |
| ------- | ------------ | -------- | -------- | -------- | ---------- | ------------ | ---------- | ---- | ---- | ---- | ---- | ---- |
| 2007–08 | 佛羅里達大學 | 36       | 0        | 20.7     | 47.2       | 32.4         | 62.7       | 4.0  | 1.4  | 0.5  | 0.2  | 8.1  |
| 2008–09 | 佛羅里達大學 | 36       | 28       | 26.0     | 46.0       | 30.1         | 55.7       | 5.7  | 1.8  | 1.1  | 0.4  | 9.2  |
| 2009–10 | 佛羅里達大學 | 34       | 18       | 31.0     | 49.3       | 35.8         | 66.2       | 6.9  | 2.6  | 1.1  | 0.1  | 12.4 |
| 2010–11 | 佛羅里達大學 | 36       | 35       | 34.1     | 48.0       | 36.8         | 55.7       | 7.8  | 3.8  | 0.9  | 0.4  | 11.3 |
| 生涯    |              | 142      | 81       | 27.9     | 47.7       | 33.7         | 61.1       | 6.0  | 2.4  | 0.9  | 0.3  | 10.2 |

## 職業生涯

### 休士頓火箭（2011−2014）
2011年NBA选秀大会上，休斯顿火箭队在第二轮第38位选中了帕森斯。
当季发生了NBA停摆事件，帕森斯便於2011年9月3日与法国的一家篮球俱乐部紹萊俱樂部签定了一份短期合同。2011年10月31日，帕森斯在休館結束後離開了紹萊。在为这家俱乐部效力的三场比赛中，帕森斯场均拿到10分、6.0個籃板、4.0次助攻和2.3次抄截。
2011年12月18日，帕森斯與休斯頓火箭簽約。在替补出场六场后，取代蔡斯·巴丁格成为火箭队的首发小前锋。帕森斯在新秀赛季场均可以拿到9.5分和4.7个篮板，这样的表现也让他获得了当季的NBA最佳新秀第二阵容。由于其新秀赛季的优异表现外加拥有帅气的面孔，帕森斯被華人球迷和媒体称作为“高富帅”。
2012–13NBA赛季中，帕森斯继续担当休斯顿火箭队的先发小前锋；在这个赛季中，他的各项数据相较之前都有大幅进步。2013年3月3日，帕森斯在对阵达拉斯小牛队的比赛中13投12中，其中三分球7投6中，拿下个人生涯最高的32分，外加3個籃板及3次助攻，帶領球隊以136比103擊敗達拉斯小牛。 2013年4月17日，在2012－13赛季最后一场对阵洛杉矶湖人队的常规赛中，帕森斯在终场前命中一粒扳平比分的三分球，使比賽進入90比90的平手局面，帮助球队打入加时赛，但是休斯頓在延長賽終場仍以99比95不敵湖人。
2014年1月24日，帕森斯在对阵曼斐斯灰熊中下半場狂砍10顆三分球，刷新半場三分球命中的NBA紀錄，最終火箭仍以87比88敗給灰熊；而他在上半場卻沒有任何三分球命中。他在這場比賽也締造個人新高34分的單場得分。 10次的三分球命中（14次出手）同時也締造了火箭隊史在常規賽季的三分球命中記錄。

### 達拉斯獨行俠（2014−2016）
帕森斯在2013－14賽季結束後成為了受限制自由球員。2014年7月10日，他接受了達拉斯獨行俠所開出的3年4600萬美元的薪資報價。火箭則拒絕跟進報價，而帕森斯便在7月15日與獨行俠簽約。
帕森斯的轉隊在他火箭前隊友間造成軒然大波。詹姆士·哈登則表示：「德懷特和我是火箭的重要基石。其餘的傢伙只是配角球員或是拼湊這支球隊的一塊拼圖。我們已經失去了一小塊，但又增加了一些。我想我們仍然可以順利度過下個賽季的。」帕森斯對此做出回應，「如果他的意思真是這樣的話，我認為這是一個極度荒謬的說法。這正是我想去達拉斯的其中一個原因，因為我已經為我的下一步做好準備。我已經準備好要擔任一位更重要的角色。我也準備好要發揮更大的領導能力。應該有人能夠明白這點，就像詹姆士一般，因為他在奧克拉荷馬市也遭遇了同樣的情況，然後他得到了機會來到休斯頓並且展露鋒芒。而我仍無法確切得知他所要表達的含意。」 
2014年10月28日，帕森斯在他們開季對上聖安東尼奧馬刺之役首次代表獨行俠出賽。他在上場34分鐘內10投2中，得到5分，外加4個籃板和2次抄截，但終場以100比101落敗。然而，帕森斯在接下來的三場比賽總得分來到70分（44投25中，三分球14投7中），幫助獨行俠取得三連勝。
2015年3月8日，帕森斯在左腳踝扭傷缺陣七場比賽後回歸，全場奪得11分及6個籃板，帶領球隊以100比93擊敗洛杉磯湖人。

### 曼菲斯灰熊（2016−2019）
雖然前兩個賽季因傷關係一共缺席了近40場比賽，平均僅14.7分鐘、4.8籃板、2.6助攻，灰熊隊還是向他提供一張4年9480萬美元的頂級合約。賽季開始後，大小傷痛不斷，到季中為止平均上場時間僅有20分鐘左右，個人數據也驟降至6.9分、2.9籃板。2019年3月14日，灰熊球團發布聲明，帕森斯因為左膝半月板撕裂的關係，已無限期宣布停賽，放棄剩餘賽季比賽，因此帕森斯連續三個賽季在例行賽季中就報銷。

### 亞特蘭大老鷹 （2019-2020）
2019年7月6日，帕森斯被交易至老鷹隊。2020年1月15日，帕森斯因車禍嚴重受傷，可能終結職業生涯。
2022年1月19日，帕森斯從個人社群宣布退役。
因為大量時間因傷無法上場，被球迷賦予新外號「錢得了怕爽死」。

## 職業生涯數據
| 賽季    | 球隊   | GP  | GS  | MPG  | FG%  | 3P%  | FT%  | RPG | APG | SPG | BPG | PPG  |
| ------- | ------ | --- | --- | ---- | ---- | ---- | ---- | --- | --- | --- | --- | ---- |
| 2011–12 | HOU    | 63  | 57  | 28.6 | .452 | .337 | .551 | 4.7 | 2.1 | 1.2 | .5  | 9.5  |
| 2012–13 | HOU    | 76  | 76  | 36.3 | .486 | .385 | .729 | 5.3 | 3.5 | 1.0 | .4  | 15.5 |
| 2013–14 | HOU    | 74  | 74  | 37.6 | .472 | .370 | .742 | 5.5 | 4.0 | 1.2 | .4  | 16.6 |
| 2014–15 | DAL    | 66  | 66  | 33.1 | .462 | .380 | .720 | 4.9 | 2.4 | 1.0 | .3  | 15.7 |
| 2015–16 | DAL    | 61  | 51  | 29.5 | .492 | .416 | .684 | 4.7 | 2.8 | .8  | .3  | 13.7 |
| 2016–17 | MEM    | 34  | 34  | 19.9 | .338 | .269 | .814 | 2.5 | 1.6 | .6  | .1  | 6.2  |
| 2017–18 | MEM    | 36  | 8   | 19.2 | .462 | .421 | .630 | 2.5 | 1.9 | .5  | .3  | 7.9  |
| 2018–19 | MEM    | 25  | 3   | 19.8 | .374 | .309 | .880 | 2.8 | 1.7 | .8  | .2  | 7.5  |
| 2019–20 | ATL    | 5   | 0   | 10.8 | .278 | .286 | —    | 1.4 | .6  | .8  | .2  | 2.8  |
| Career  | Career | 440 | 369 | 30.1 | .462 | .373 | .713 | 4.5 | 2.7 | .9  | .3  | 12.7 |

### NBA季後賽數據統計
| 賽季     | 球隊     | GP | GS | MPG  | FG%  | 3P%  | FT%  | RPG | APG | SPG | BPG | PPG  |
| -------- | -------- | -- | -- | ---- | ---- | ---- | ---- | --- | --- | --- | --- | ---- |
| 2012–13  | HOU      | 6  | 6  | 39.7 | .452 | .400 | .643 | 6.5 | 3.7 | .2  | .3  | 18.2 |
| 2013–14  | HOU      | 6  | 6  | 41.7 | .438 | .361 | .733 | 6.8 | 2.3 | .7  | .3  | 19.3 |
| 2014–15  | DAL      | 1  | 1  | 37.0 | .333 | .000 | —    | 6.0 | 2.0 | .0  | .0  | 10.0 |
| 職業生涯 | 職業生涯 | 13 | 13 | 40.4 | .437 | .363 | .690 | 6.6 | 2.9 | .4  | .3  | 18.1 |

## 外部連結
- 钱德勒·帕森斯的Facebook專頁
- 钱德勒·帕森斯的X（前Twitter）
- 钱德勒·帕森斯的Instagram帳戶
- 钱德勒·帕森斯在fiba.basketball（英语）
- 钱德勒·帕森斯在NBA官網（英语）
- 钱德勒·帕森斯在法國籃球甲級聯賽官網（法语）
- 钱德勒·帕森斯在Basketball-Reference.com（NBA）（英语）
- 钱德勒·帕森斯在Basketball-Reference.com（國際）（英语）
- 钱德勒·帕森斯在Sports-Reference.com（NCAA）（英语）
- 钱德勒·帕森斯在ESPN（NBA）（英语）
- 钱德勒·帕森斯在Eurobasket.com（球員）（英语）
- 钱德勒·帕森斯在Proballers（英语）
- 钱德勒·帕森斯在RealGM（球員）（英语）